# Ava & Stone
Ava & Stone è stato un gruppo musicale eurodance, formatosi in Italia nel 1993.
Ha partecipato a Un disco per l'estate 1994 col brano All Aboard.

## Formazione
- Graziano Pegoraro
- Igor Campaner
- M.D. Hannibal
- Marco Biondi

## Discografia

### Singoli
- 1993 - Bye Baby
- 1994 - Yeh Yoh
- 1994 - All Aboard
- 1996 - Rainbow
- 1997 - Good Morning
- 1998 - Sunshine